# Радіоінформ
«Радіоінфо́рм» — всеукраїнська газета для радіоаматорів.

## Призначення
Газета «Радіоінформ» зареєстрована Міністерством юстиції України. Виходить з 2002 року та розповсюджується через передплату в мережі Укрпошти. Газета предназначена для тих, хто захоплюється роботою в ефірі та радіоаматорським конструюванням.

## Завдання
До основного завдання газети «Радіоінформ» відноситься оперативне інформування радіоаматорів, що активно працюють у радіоефірі про різні новини досить цікавого напрямку людських захоплень. Також розміщується інформація про новини Ліги радіоаматорів України, положення про змагання й дипломи, календарі змагань історичні довідки, описи антен й ефірної схемотехники, нескладні схеми для аматорів домашнього конструювання, поради початківцям тощо.

## Головний редактор
- Кандидат технічних наук, доцент Валерій Маршценюк[1].

## Основні рубрики
- Загальнотематичні статті, редакційна рубрика.
- Підсумки змагань, інформаційні бюлетені, положення дипломів.
- Новини радіоаматорського життя України й світу.
- Календар і положення змагань.
- Антенна тематика.
- Схемотехніка для роботи в ефірі.
- Радіоаматорське конструювання.
- Ремонт і обслуговування побутової електронної техніки.
- Поради початківцям.
- Новини мобільної техніки, електронної техніки й інтернет.
- З історії радіоаматорства.
- Творчість радіоаматорів.
- Розважальні рубрики.
- Безкоштовні оголошення.

## Постійні автори
- А. Бобров
- В. Мельничук
- П. Мельник
- М. Лаврека
- В. Яковлєв
- А. Дем'яненко
- Л. Вербицький
- В. Андрієвський.